# Ізабела Сова
Ізабела Сова (пол. Izabela Sowa; *1969, Стальова Воля) — одна з найпопулярніших і найбільш читаних польських письменниць. Доктор психології, перекладачка, журналістка. Ізабела Сова авторка «ягідної трилогії» (2002—2003), що стала бестселером не тільки у Польщі, але й за її межами.

## Життєпис
Ізабела Сова народилася 1969 року в місті Стальова Воля, тут вона провела своє дитинство і юність. Після школи три роки навчалася в кулінарному училищі, потім закінчила Ягеллонський університет. Займалася балетом, танцями, грою на фортепіано і скрипці, в театральній трупі, вивченням іноземних мов, спортом (дзюдо і карате). Створила власний музичний гурт, тепло прийнятий шанувальниками, успішно виступала з концертними турами у Польщі.
Була викладачем соціальної психології, займалася соціальною рекламою. Ізабела Сова є вегетаріанкою.
Писала монодрами, сценарії до мультфільмів, короткі оповідання і новели.
Основна її аудиторія — молоді двадцяти-тридцятирічні жінки. Цінується читачами та критиками за стиль, зміст і відмінне почуття гумору.

## Особисте життя
Вийшла заміж, народила двох дочок. Через п'ять років залишилася вдовою.
Ізабела Сова з дітьми мешкає у Кракові.

## Твори
- 2002 — «Смак свіжої малини» пол. Smak świeżych malin)
- 2003 — «Тістечка з ягодами» (пол. Herbatniki z jagodami)
- 2004 — «Зелене яблучко» пол. Zielone jabłuszko
- 2006 — «10 хвилин від центру» (пол. 10 minut od centrum)
- 2007 — «Терпкість вишні» (пол. Cierpkość wiśni)
- 2009 — «Медовий місяць» (пол. Podróż poślubna)
- 2009 — «Аґрафка» (пол. Agrafka)
- 2009 — «Не питайте про Польщу» (пол. Nie pytaj o Polskę)
- 2013 — «Притулок» (пол. Azyl)